# Чанчуньский вокзал
Чанчуньский вокзал (кит. упр. 長春站, пиньинь Chángchūn Zhàn, палл. Чанчунь чжань) — станция Цзинхаской, Хадаской, Чаньтуской и Чаньбайской железной дороги. Расположена в городе Чанчунь, провинции Цзилинь.

## История
Открыта в 1907 году. Новый вокзал построен в 1994 году.